# Халужинский, Йожеф
Йожеф Халужинский (венг. József Haluzsinszky; неизвестно, Берегово — неизвестно) — венгерский легкоатлет, выступавший в прыжках в высоту. Участник летних Олимпийских игр 1908 года.

## Биография
Йожеф Халужинский родился в австро-венгерском городе Берегсас (сейчас Берегово Закарпатской области Украины).
Учился в средней школе в городе Мункач (сейчас Мукачево).
В течение карьеры выступал в легкоатлетических соревнованиях за несколько клубов. По состоянию на 1908 год представлял «Кёбаньяи».
В 1908 году вошёл в состав сборной Венгрии на летних Олимпийских играх в Лондоне. В прыжках в высоту поделил 13-15-е места с Хенри Олсеном из Норвегии и Гарфилдом Макдоналдом из Канады, показав результат 1,72 метра и уступив 18 сантиметров завоевавшему золото Гарри Портеру из США. Выполняя прыжок, во время разбега получил травму.
Впоследствии играл в футбол за венгерский «Комароми».
Входил в спортивный совет венгерского Комарома-Эстергома.
Дата смерти неизвестна.